# Павловский, Александр Ильич
Алекса́ндр Ильи́ч Павло́вский (укр. Олександр Ілліч Павловський; 26 мая 1947, Одесса — 16 марта 2018, Москва) — советский, украинский и российский кинорежиссёр, сценарист. Член Союза кинематографистов Украины (1994), член Союза кинематографистов России. С 1971 по 1993 год — штатный режиссёр Одесской киностудии. С 21 мая 1994 года — заслуженный деятель искусств Украины.

## Биография
Александр Павловский родился 26 мая 1947 года в Одессе.
В 1965 году окончил Одесскую специальную музыкальную школу имени П. С. Столярского по классу фортепиано, а в 1971 году — режиссёрский факультет ВГИКа (мастерская Михаила Ромма). Его сокурсниками были Никита Михалков, Михаил Ильенко, Самвел Гаспаров. Также на курсе, в аспирантуре учился Владимир Меньшов.
С 1971 года работал штатным кинорежиссёром Одесской киностудии. С 1993 года в течение 7 лет не снял ни одного фильма. Об этом Павловский рассказал в одном из интервью: «Я не хотел уезжать, от добра добра не ищут. Ко мне очень хорошо относятся в Одессе. Ну, не снималось кино, так всё равно находил себе занятие: то „Юморина“, то организация шоу, то газета „Теленеделя“, снимал рекламу, и не дешёвую, а дорогую, мне было на что жить… А потом взял билеты и уехал в Москву, куда меня уже давно звали. Если бы мне было двадцать пять лет, мог бы себе позволить такую роскошь — ждать годами, когда же вновь смогу снимать, а так… Благодаря одесскому патриотизму семь лет выбросил из творческой жизни».
В 1993—1999 годах Александр Павловский был художественным руководителем киностудии «Аркадия», главным режиссёром муниципального телеканала города Одессы, в 1997—1999 годах — главным режиссёром Одесского шоу-карнавала «Юморина». С 2000 года Александр Павловский жил в Москве, где работал в качестве режиссёра на различных студиях.
Наиболее известными его картинами стали «Трест, который лопнул», «Зелёный фургон», «Светлая личность», «И чёрт с нами», а также «Ребёнок к ноябрю». Александр Павловский открыл для отечественного кинематографа Ларису Удовиченко и Владимира Меньшова, впервые сняв их в своём фильме «Счастливый Кукушкин». В числе своих самых любимых актёров считал Николая Караченцова, Регимантаса Адомайтиса и Александра Демьяненко. Получив новый сценарий, первым делом смотрел, есть ли там работа для них, а уже потом думал, кого из актёров можно пригласить на оставшиеся роли. В 2000-х годах режиссёр начал работать преимущественно над многосерийными телевизионными проектами: «Адвокат», «В ритме танго», «Лето Индиго», «Петля», «Земский доктор. Продолжение» и другими. В 2012 году Александр Павловский снял сериал «Людмила», посвящённый легендарной отечественной артистке Людмиле Зыкиной. С 2016 года снимал короткометражные фильмы для детского юмористического киножурнала «Ералаш».
Скончался на 71-м году жизни 16 марта 2018 года от инфаркта миокарда. Похоронен в колумбарии Ваганьковского кладбища.

### Семья
Брат-близнец — Леонид Павловский — кинорежиссёр, сценарист, монтажёр. В 1972 году заочно окончил сценарный факультет ВГИКа (мастерская документального фильма А. Никифорова). В 1977 году совместно с братом снял фильм «Подарок судьбы».
Дочь — Наталия Павловская — киносценарист («Атлантида», «Дом Солнца»).

## Фильмография

### Режиссёр
- 1971 — «Счастливый Кукушкин»
- 1975 — «Ар-хи-ме-ды!»
- 1977 — «Струны для гавайской гитары»
- 1978 — «Подарок судьбы» (в соавторстве c Леонидом Павловским)
- 1980 — «Депутатский час»
- 1982 — «Трест, который лопнул»
- 1983 — «Зелёный фургон»
- 1986 — «На острие меча»
- 1989 — «Светлая личность»
- 1991 — «И чёрт с нами»
- 1992 — «Ребёнок к ноябрю»
- 1993 — «Зефир в шоколаде»
- 2001 — «Курортный роман»
- 2002 — «Атлантида»
- 2003—2009 — «Адвокат»
- 2004 — «Бомба для невесты»
- 2006 — «В ритме танго»
- 2009 — «Дети белой богини»
- 2009 — «Лето Индиго»
- 2010 — «Петля»
- 2011 — «Земский доктор 2»
- 2012 — «Людмила»

### Сценарист
- 1971 — «Счастливый Кукушкин» (в соавторстве)
- 1989 — «Светлая личность» (в соавт.)
- 1991 — «И чёрт с нами» (в соавторстве)
- 1992 — «Ребёнок к ноябрю» (в соавторстве)
- 1993 — «Зефир в шоколаде» (в соавторстве)

### Роли в кино
- 1969 — «Сотвори бой»
- 1980 — «Берём всё на себя»
- 1982 — «Трест, который лопнул» — племянник мэра
- 1989 — «Астенический синдром» — эпизод
- 1991 — «И чёрт с нами»
- 1991 — «Ребёнок к ноябрю» — конферансье